# Kanton Le Saulnois
Le Saulnois (Frans: Canton du Saulnois) is een kanton van het Franse departement Moselle.
Op 22 maart 2015 zijn de kantons van arrondissement Château-Salins samen met zeven gemeenten van het kanton Verny gefuseerd tot het kanton Saulnois, dat daardoor het onder meer gehele arrondissement omvat. De naam Saulnois is net als de toevoeging in de naam van de hoofdplaats Château-Salins een referentie aan de zoutwinning waarom de streek van oudsher bekend is.

## Gemeenten
Het kanton omvat de volgende gemeenten:
- Aboncourt-sur-Seille
- Achain
- Ajoncourt
- Alaincourt-la-Côte
- Albestroff
- Amelécourt
- Attilloncourt
- Aulnois-sur-Seille
- Bacourt
- Bassing
- Baudrecourt
- Bellange
- Bénestroff
- Bermering
- Bezange-la-Petite
- Bidestroff
- Bioncourt
- Blanche-Église
- Bourdonnay
- Bourgaltroff
- Bréhain
- Burlioncourt
- Chambrey
- Château-Bréhain
- Château-Salins
- Château-Voué
- Chenois
- Chicourt
- Conthil
- Craincourt
- Cutting
- Dalhain
- Delme
- Dieuze
- Domnom-lès-Dieuze
- Donjeux
- Donnelay
- Fonteny
- Fossieux
- Foville
- Francaltroff
- Frémery
- Fresnes-en-Saulnois
- Gelucourt
- Gerbécourt
- Givrycourt
- Grémecey
- Guébestroff
- Guéblange-lès-Dieuze
- Guébling
- Guinzeling
- Haboudange
- Hampont
- Hannocourt
- Haraucourt-sur-Seille
- Honskirch
- Insming
- Insviller
- Jallaucourt
- Juvelize
- Juville
- Lagarde
- Laneuveville-en-Saulnois
- Lemoncourt
- Léning
- Lesse
- Ley
- Lezey
- Lhor
- Lidrezing
- Lindre-Basse
- Lindre-Haute
- Liocourt
- Lostroff
- Loudrefing
- Lubécourt
- Lucy
- Maizières-lès-Vic
- Malaucourt-sur-Seille
- Manhoué
- Marimont-lès-Bénestroff
- Marsal
- Marthille
- Molring
- Moncheux
- Moncourt
- Montdidier
- Morville-lès-Vic
- Morville-sur-Nied
- Moyenvic
- Mulcey
- Munster
- Nébing
- Neufvillage
- Obreck
- Ommeray
- Oriocourt
- Oron
- Pettoncourt
- Pévange
- Prévocourt
- Puttigny
- Puzieux
- Réning
- Riche
- Rodalbe
- Rorbach-lès-Dieuze
- Sailly-Achâtel
- Saint-Epvre
- Saint-Jure
- Saint-Médard
- Secourt
- Salonnes
- Sotzeling
- Tarquimpol
- Tincry
- Torcheville
- Vahl-lès-Bénestroff
- Val-de-Bride
- Vannecourt
- Vaxy
- Vergaville
- Vibersviller
- Vic-sur-Seille
- Vigny
- Villers-sur-Nied
- Virming
- Vittersbourg
- Viviers
- Vulmont
- Wuisse
- Xanrey
- Xocourt
- Zarbeling
- Zommange